# Schulmania quadriolobata
Schulmania quadriolobata is een microscopische parasiet uit de familie Sinuolineidae. Schulmania quadriolobata werd in 1983 beschreven door Kovaljova, Zubchenko & Krasin. 